# Triangolo ceviano

Se prendiamo a riferimento il triangolo nero (esterno), rispetto ad esso il triangolo rosso (interno) è un triangolo ceviano; se prendiamo invece a riferimento il triangolo rosso quello nero, rispetto ad esso, è un triangolo anticeviano

In geometria, il triangolo ceviano è un triangolo i cui vertici coincidono con i punti d'incontro fra tre ceviane concorrenti e i lati opposti (o i loro prolungamenti) di uno stesso triangolo di riferimento; pariteticamente il triangolo di riferimento può essere considerato il triangolo anticeviano prendendo invece a riferimento quello ceviano, e avrebbero in comune il medesimo punto ceviano.
Dato quindi un triangolo di riferimento e uno specifico punto ceviano si può ricavare grazie ad esso sia uno specifico triangolo ceviano e uno anticeviano.

## Relazione col punto ceviano
Esistendo per ogni possibile triangolo di riferimento una infinità di punti ceviani, il numero di triangoli ceviani e anticeviani è anch'esso illimitato per questo ogni volta si specifica detto triangolo in riferimento tale punto, esistono così il triangolo ceviano dell'incentro, il triangolo ceviano dell'ortocentro o triangolo ortico, alcuni di essi assumono nella geometria del triangolo una importanza propria altri sono semplicemente una possibile entità geometrica di contorno a un punto notevole del triangolo del quale concorre a rimarcare alcune proprietà specifiche.
Quanto alla posizione del triangolo ceviano, se il suo punto ceviano originante è interno al perimetro del triangolo di riferimento tutti i vertici giaceranno sui lati propri di quest'ultimo triangolo; se invece è esterno invece parte o tutta l'area del triangolo ceviano sarà esterna alla figura di riferimento e due dei suoi vertici giaceranno invece sui prolungamenti dei lati.
Considerando (α, β, γ) le coordinate trilineari del punto ceviano, quelle dei vertici sui lati, rispettiva mente a, b e c, risultato essere:
{\displaystyle {\begin{vmatrix}0&\beta &\gamma \\\alpha &0&\gamma \\\alpha &\beta &o\end{vmatrix}}}
Questo vale solo per il triangolo ceviano

## Formule

### Triangolo ceviano
laticonsiderando a' l'omologo del lato a nel triangolo di riferimento, che congiunge i lati b e c,
{\displaystyle l'_{i}={\frac {l_{i}l_{j}l_{k}{\sqrt {(\omega _{i}^{2}\omega _{j}^{2}+\omega _{i}^{2}\omega _{k}^{2}+\omega _{j}^{2}\omega _{k}^{2})+2\omega _{i}\omega _{j}\omega _{k}(\omega _{j}\cos {J}+\omega _{k}\cos {K}-\omega _{i}\cos {I})}}}{(\omega _{i}l_{i}+\omega _{j}l_{j})(\omega _{i}l_{i}+\omega _{k}l_{k})}}}
lx indica il lato; ωx la coordinata trilineare cosX l'ampiezza dell'angolo
area
{\displaystyle \Delta '={\frac {2abc|\alpha \beta \gamma |}{|(a\alpha +b\beta )(a\alpha +c\gamma )(b\beta +c\gamma )|}}\Delta }
Δ' area del ceviano; Δ area del triangolo di riferimento.